# Rädd att flyga
Rädd att flyga från 1973 är den amerikanska författaren Erica Jongs debutroman. Den räknas som en feministisk bibel i många kretsar. Uttrycket "det knapplösa knullet" ("the zipless fuck") myntades i romanen. Den slog ner som en bomb i sin samtid, på grund av sin frispråkighet och sin öppenhet kring sex och framför allt kvinnlig sexualitet. Numera är den en modern klassiker, som ständigt hittar nya läsare. Den har i dag sålt i över 25 miljoner exemplar världen över. Bokens huvudperson, Isadora Wing, återkommer i Jongs böcker Rädda livet!, Fallskärmar och kyssar och Alla kvinnors blues samt som bifigur i Rädd att dö.

## I populärkultur
Boken har nämnts bland annat i Berts dagbok där Berts klass "måste" låna böcker, och Bert råkar låna den av misstag. Hans lärarinna frågar då om han brukar läsa sådana böcker, och Bert försöker komma undan med att han lånade den åt sin pappa. I själva verket är Bert (som då går i 5:an) mindre intresserad av att läsa, och lånar slumpvis böcker utan att läsa dem.